# Museo Arqueológico Rafael Larco Herrera
El Museo Arqueológico Rafael Larco Herrera, conocido como Museo Larco, es un museo de arte precolombino, ubicado en el distrito de Pueblo Libre, en la ciudad de Lima, capital del Perú. Fue fundado en 1926, por Rafael Larco Hoyle. Exhibe galerías que muestran los 5000 años de desarrollo de la historia del Perú precolombino. Se encuentra situado dentro de una casa hacienda virreinal que data del siglo XVIII.

## Historia

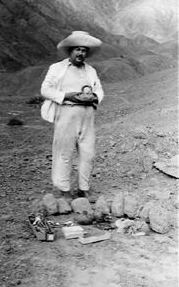
Rafael Larco Hoyle en una excavación en 1935.

En 1923, Rafael Larco Hoyle recibió de su padre, Rafael Larco Herrera, un huaco retrato llamado Cabeza de señor sacerdote. Esta fue la única pieza de cerámica que Larco Herrera mantuvo cuando legó su colección privada al Museo del Prado en Madrid, y que se la dio a su hijo, iniciando así su colección que luego abriría al público.
En 1925 Rafael Larco Herrera compró a su cuñado, Alfredo Hoyle, una colección de ceramios y otros artefactos arqueológicos. En total había aproximadamente unas 600 cerámicas. La llegada de estos objetos encendieron el ímpetu coleccionista de su hijo, Rafael Larco Hoyle. Poco después, Larco Herrera dejó la colección a cargo de su hijo y estas piezas formaron la base de lo que más tarde sería el Museo Rafael Larco Herrera.
Ese mismo año, Rafael Larco Hoyle fue aconsejado por su tío, Víctor Larco Herrera, fundador del primer museo en Lima. Él instó a Larco Hoyle que funde un nuevo museo que pudiese guardar todos los artefactos arqueológicos que eran continuamente saqueados por huaqueros. Larco Hoyle estuvo de acuerdo y procedió a crear un museo que continúe el legado de su padre. Compró dos grandes colecciones: 8.000 piezas de Roa y 6.000 piezas de Carranza. También compró varias colecciones pequeñas en el valle del Chicama, Trujillo, Virú y Chimbote. En un año, la colección creció significativamente y se instalaron vitrinas en una pequeña casa de la Hacienda Chiclín. El museo abrió sus puertas al público el 28 de julio de 1926.
Hoy el Museo Rafael Larco presta algunas de sus colecciones a su museo filial, el Museo de Arte Precolombino, ubicado en Cusco.

## Edificio
El edificio donde se asienta el museo es la casa de la conocida como hacienda Cueva.

## Exhibiciones

### Galerías permanentes
El museo tiene varias exhibiciones permanentes.

#### Galería de oro y plata
Muestra la más grande colección de joyería empleada por varios gobernantes del Perú precolombino. Comprende una colección de coronas, orejeras, narigueras, joyas, máscaras y vasos, finamente trabajados en oro y plata.

#### Galería de las culturas
Muestra 10 000 años de historia del Perú precolombino. Esta galería ordenada cronológicamente ofrece a los visitantes una visión comprensiva de las culturas que existieron en el Perú precolombino a través de los artefactos que sobrevivieron a la conquista del Perú en el siglo XVI. La galería está dividida en cuatro áreas: Costa Norte, Costa Central, Costa Sur y Andes. Las vitrinas han sido ordenadas según la secuencia cultural:
- Costa Norte: Cupisnique, Vicús, Moche y Chimú;
- Costa Central: Lima y Chancay;
- Costa Sur: Paracas, Nazca y Chincha;
- Sierra central: Chavín
- Sierra sur: Tiahuanaco, Wari e Inca.

#### Galería de huacos eróticos

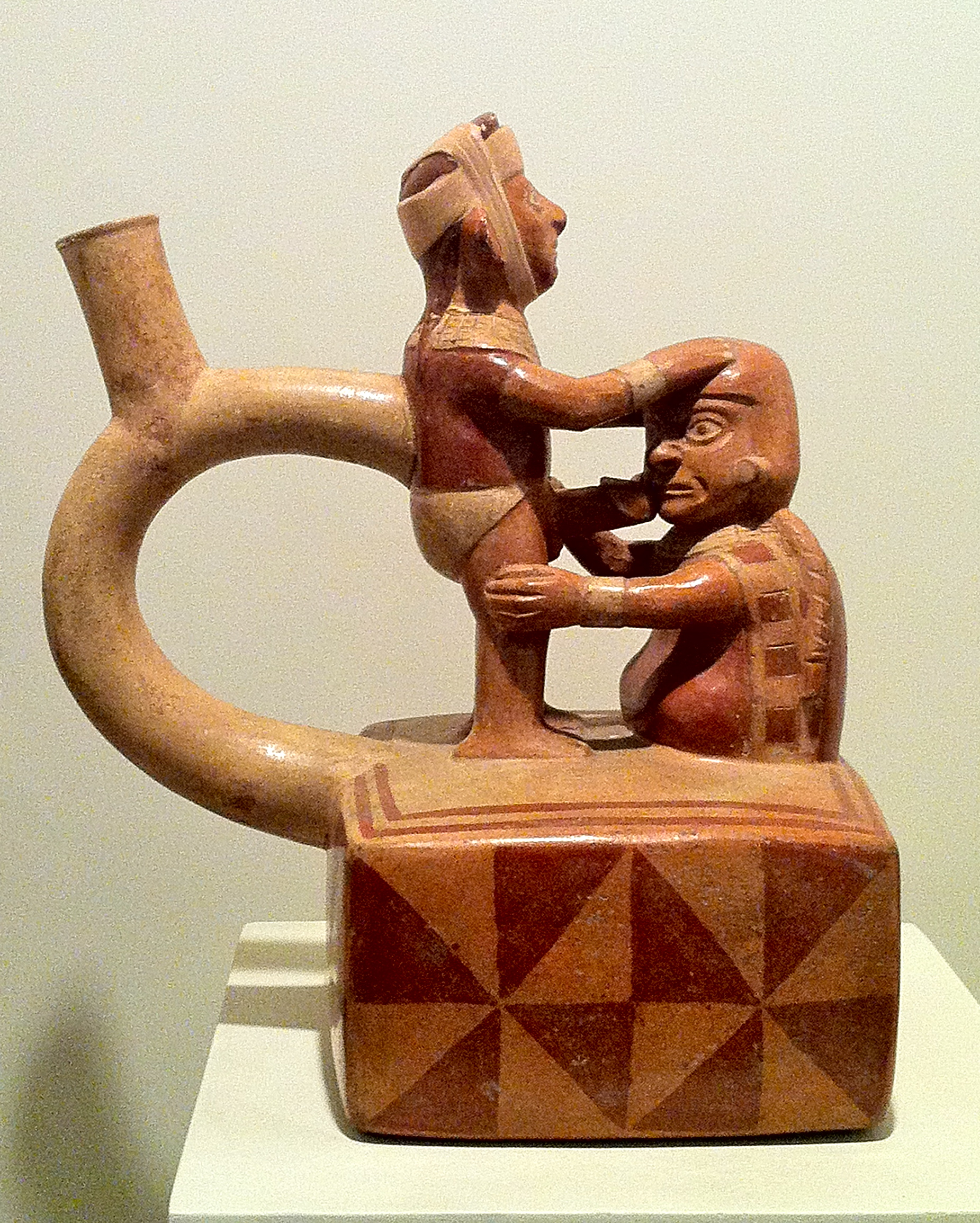
Huaco erótico moche que representa una escena de felación.

Muestra la selección de ceramios hallados por Rafael Larco Hoyle en la década de 1960, como resultado de su investigación sobre representaciones sexuales en el arte precolombino del Perú, publicada en su libro "Checan" (1966). 

#### Otras galerías
- Lítica
- Bóveda
- Ceramios
- Metales
- Textiles
- Depósito, donde los visitantes pueden ver la colección completa de artefactos arqueológicos clasificados del Museo.

### Exhibiciones internacionales
Además de sus exhibiciones permanentes, el Museo Larco presta sus colecciones a varios museos y centros culturales alrededor del mundo.

## Imágenes

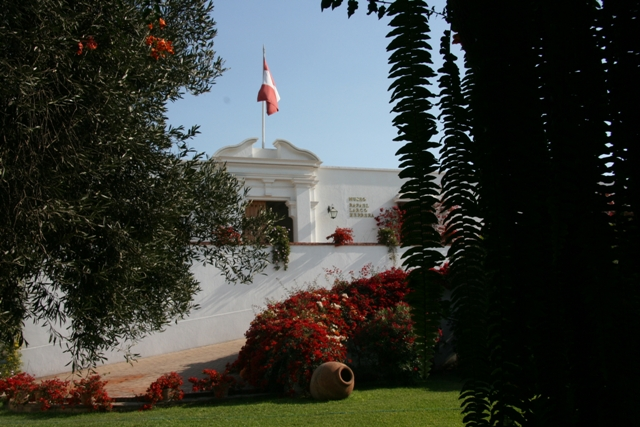
Fachada del museo.
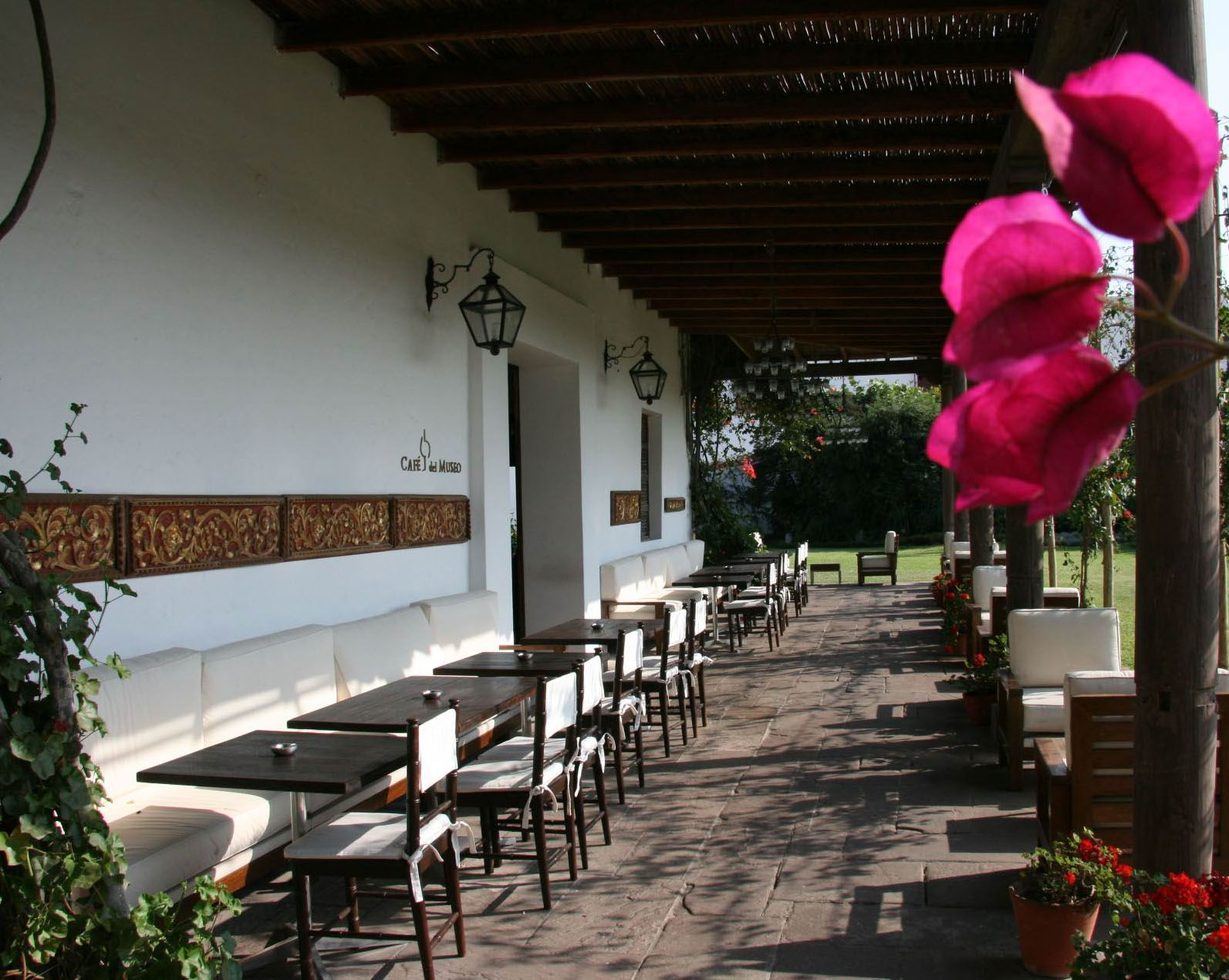
Terraza de la cafetería.
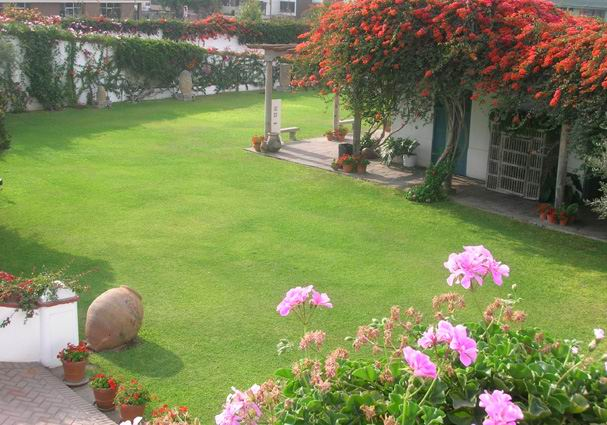
Jardín del museo.
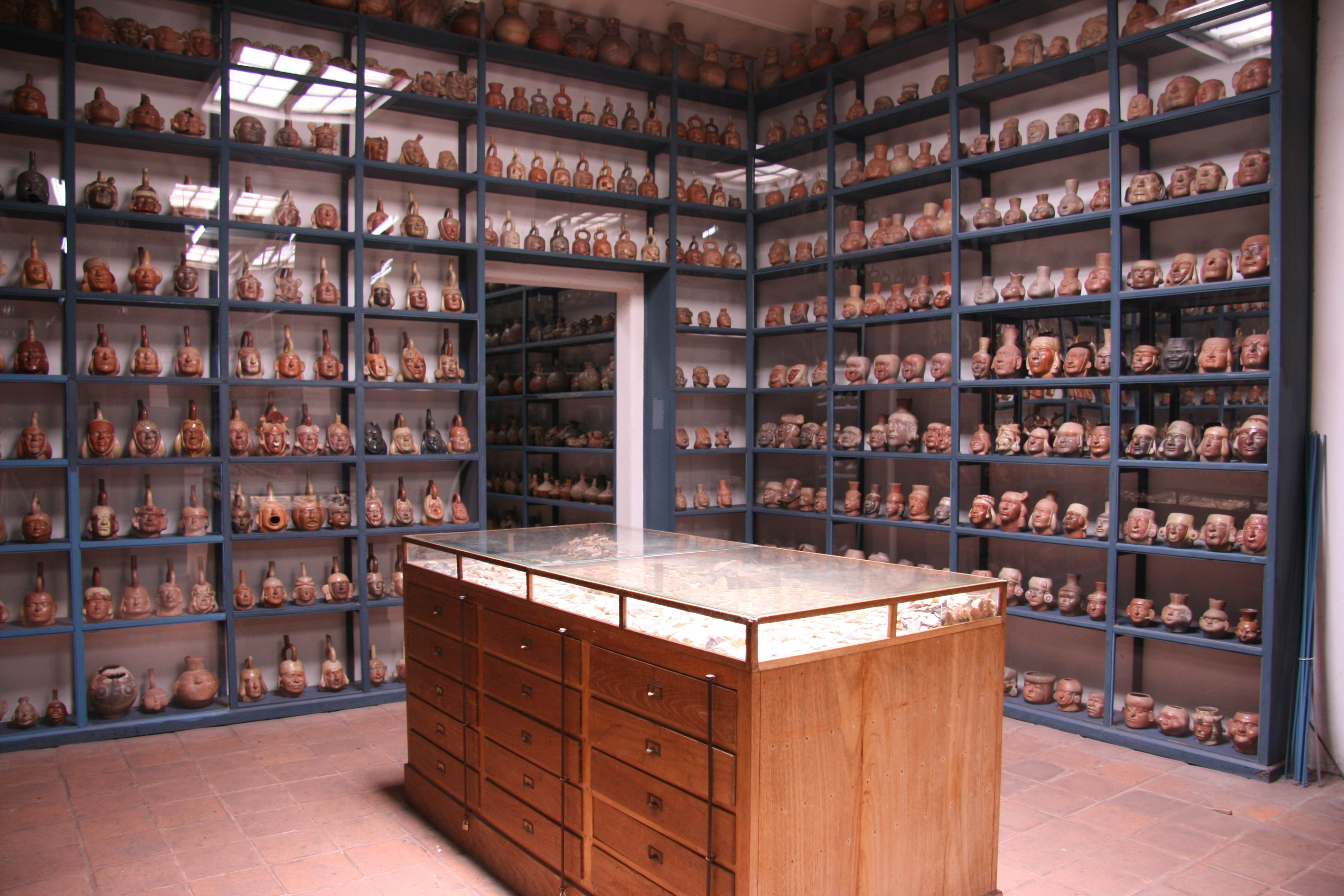
Depósito del museo o huacoteca.
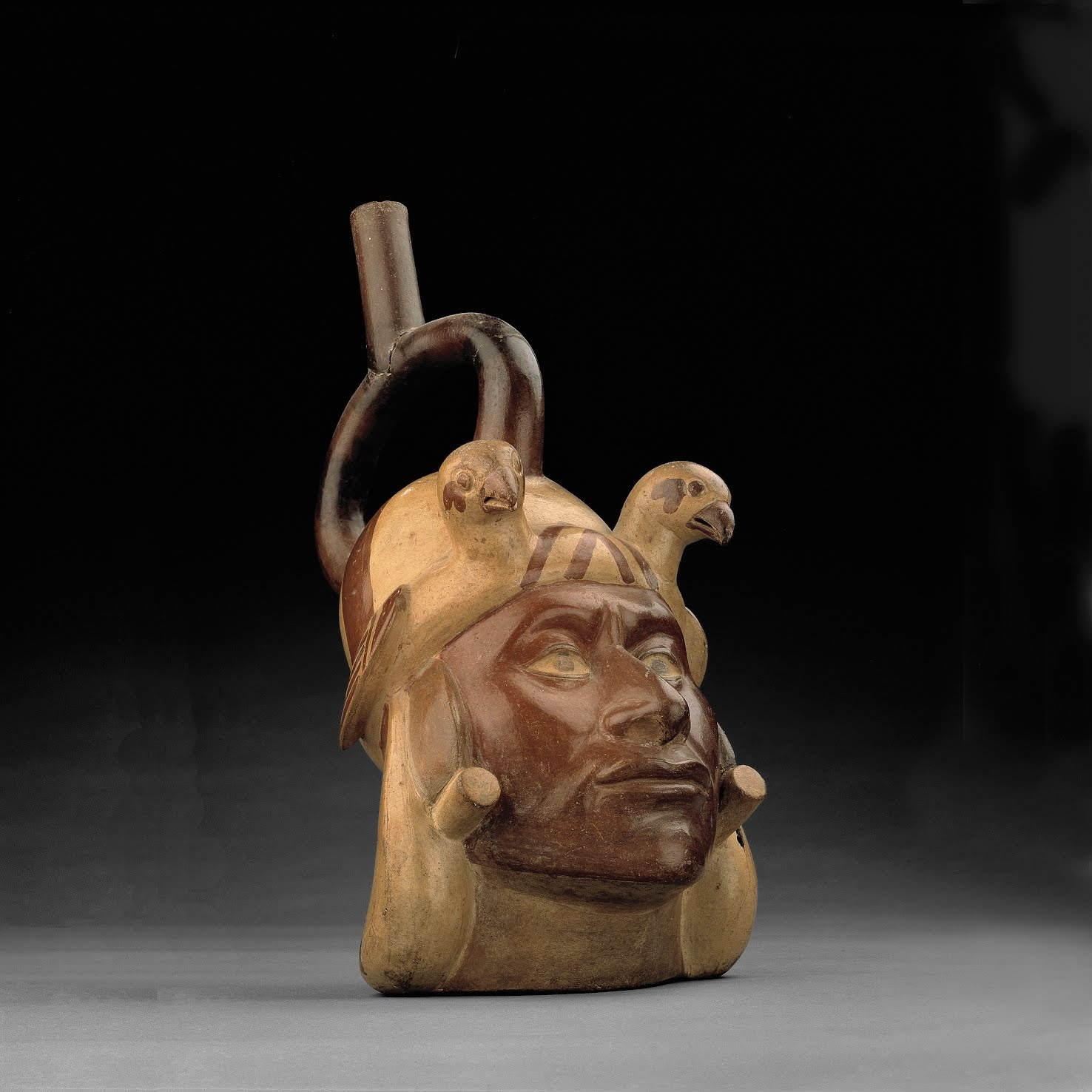
Cabeza de señor sacerdote
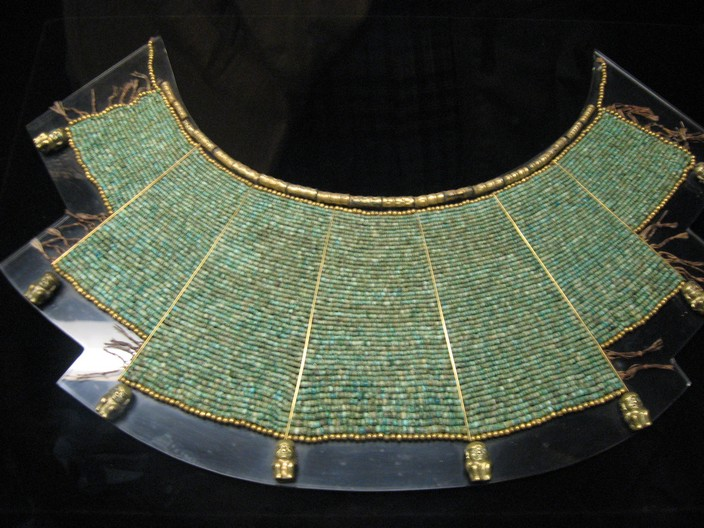
Pectoral
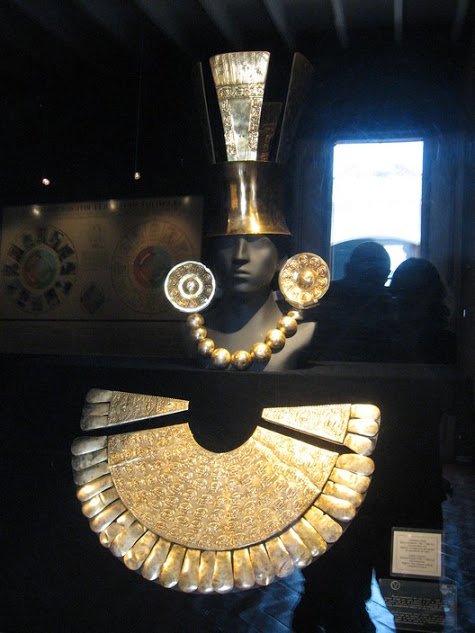
Piezas de oro
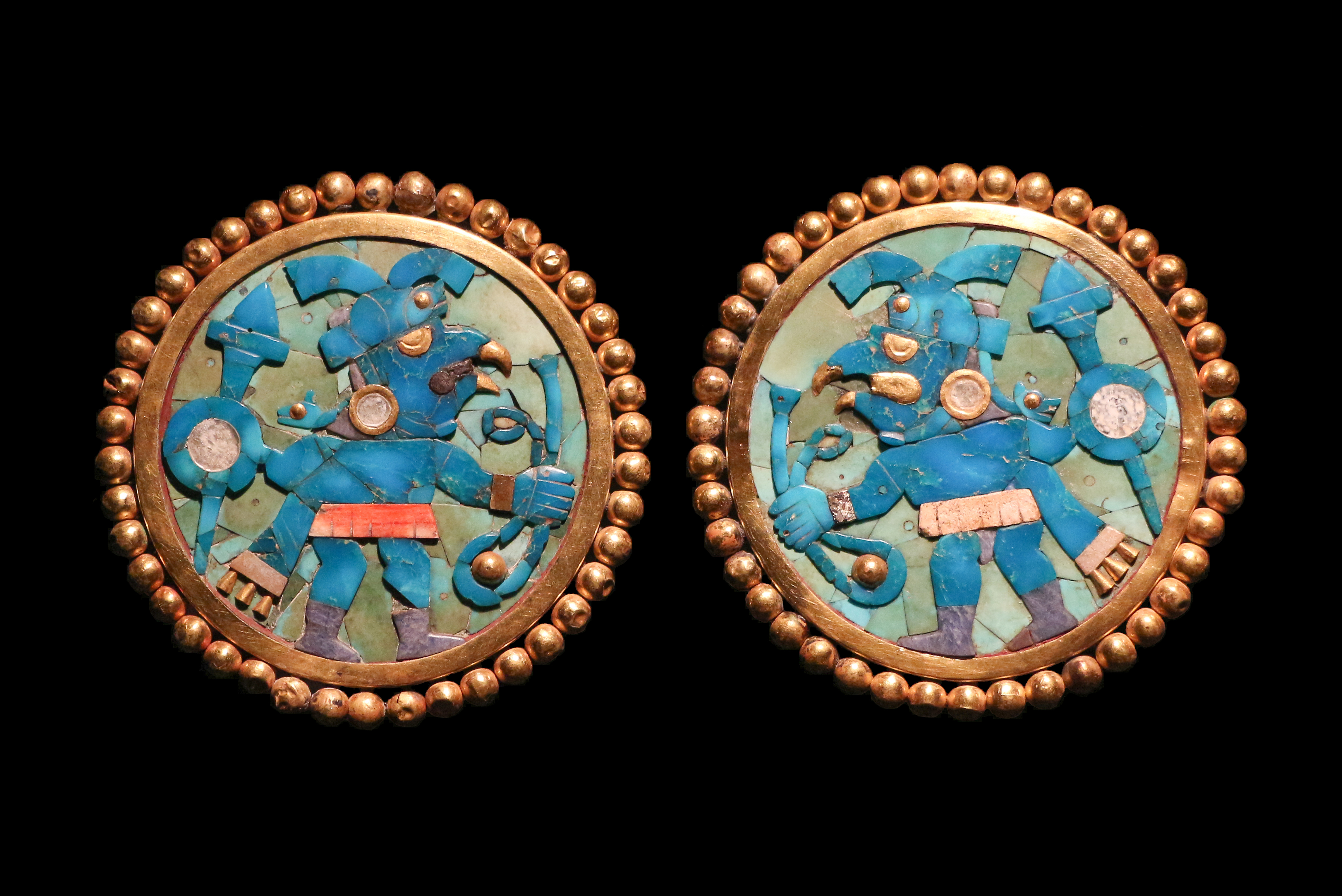
Orejeras de oro
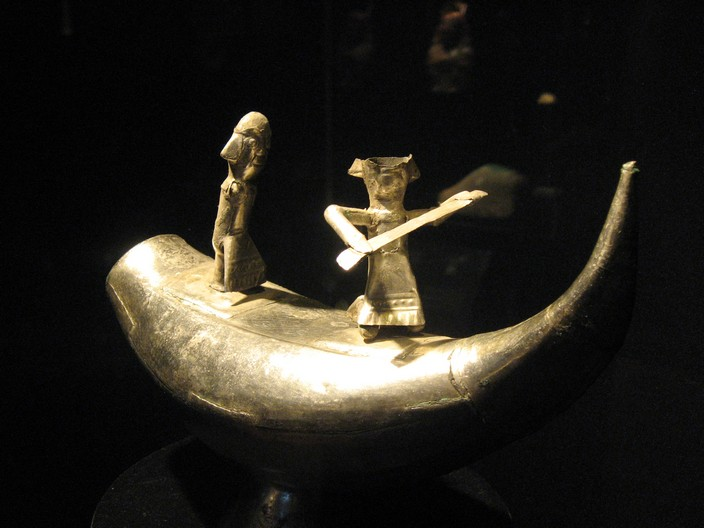
Caballito de totora de oro
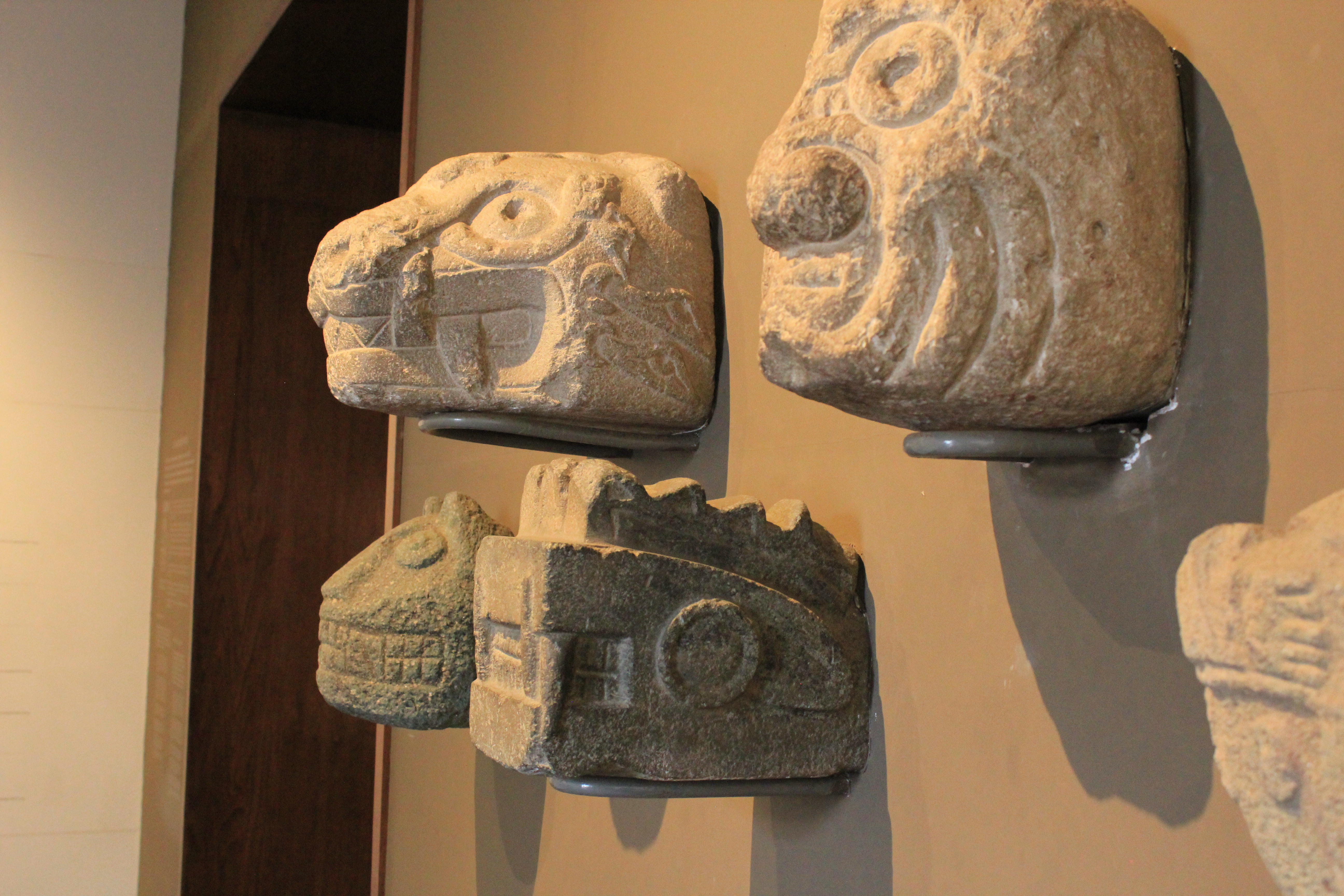
Cabezas clavas
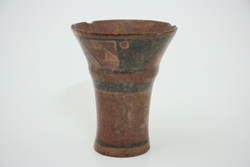
Qero Tiahuanaco
Quipu inca